# 悲しい自由 (テレサ・テンの曲)
「悲しい自由」（かなしいじゆう）は、1989年7月26日にリリースされたテレサ・テンのシングル。発売元はトーラスレコード（のちに解散。現在はユニバーサルミュージックから発売）。

## 収録曲
（全作詞：荒木とよひさ、作曲：三木たかし）
1. 悲しい自由
編曲：平野孝幸
2. 香港
編曲：林有三